# 지옥의 천사들 (1930년 영화)
지옥의 천사들(원작 Hell's Angels)은 1930년 11월 15일에 미국에서 개봉한 영화다.

## 개요
1928년에 제작된 시련(The Racket)에서 아카데미 상 최우수작품상 후보에게 지명된 대부호의 하워드 휴스가 감독을 맡은 제1차 세계대전의 파일럿들을 쓴 작품이다.
87기의 제1차 세계대전 당시의 전투기나 폭격기를 구입해 실제로 비행시켜 촬영하는 등 당시로서는 파격인 300만달러를 넘는 제작비를 건 초대작으로 개봉 당시 대 히트를 쳤고, 결국 그 제작비의 두배가 넘는 8백만 달러를 벌어들였다. 한편 이 영화의 촬영에는 2년의 시간이 걸린 뒤, 촬영 중의 사고로 3명의 파일럿이 사망했다. 또 자신도 비행 후 추락, 안와전두피질을 손상한다. 이 부상이 후의 자신의 기행의 원인이 되었다고 말한다.

## 캐스트
- 벤 라이언: 몬테 럿세지
- 제임스 홀: 로이 럿레지
- 진 할로: 헬렌

## 같이 보기
- 에비에이터